# Cichlida ocasooká
Cichlida ocasooká (Cichla ocellaris) je velký druh paprskoploutvé ryby z čeledi vrubozobcovitých. Žije v Jižní Americe v povodí Marowijne v Surinamu a v povodí Essequibo v Guyaně. Dosahuje délky 45 – 55 cm a váhy 6,8kg. Je to dravý druh cichlidy, který se živí rybami. Ryby napadá ze zálohy. Své druhové jméno si vysloužila podle své oční skvrny na ocase, jako má např. vrubozubec paví (Astronotus ocellatus). Pro chov je to náročná ryba, která potřebuje mít akvárium o délce 3 metrů. Nejdelší známý jedinec měřil 74 cm.